# ジャーネット
座標: 北緯24度33分 東経9度28分 / 北緯24.550度 東経9.467度
ジャーネット（アラビア語: جانيت）は、アルジェリア南東部にあるオアシスの町である。ジャーネット県に位置し、県都イリジからは412kmある。トゥアレグ族の支族同盟ケルアジェール（en:Kel Ajjer）の支配地である。

## 交通
ジャーネット空港（en:Djanet Inedbirene Airport）は中心街から50kmの距離にあり、イナメナスおよびタマンラセットへアルジェリア航空の定期便がある。首都アルジェ方面からの定期バス便は約250km北のイナメナスまでで、ジャーネットへの陸路の公共交通機関はない。ジャーネットからイナメナスとアハガル山地の麓の町タマンラセットへは未舗装だが道路がある。しかし沙漠の轍程度にすぎず土地鑑がないと迷いやすい。

## 歴史と観光
新石器時代の洞窟壁画で有名なタッシリ・ナジェールの入り口にあたる。